# درونق شرقي
الدرونق الشرقي (باللاتينية: Doronicum orientale) نوع نباتي ينتمي إلى جنس الدرونق من الفصيلة النجمية.

## البيئة والانتشار
موطنه المغرب العربي وإسبانيا والبرتغال وفرنسا وإيطاليا.

## مرادفات للاسم العلمي
- (باللاتينية: Doronicum caucasicum M. Bieb.)